# Luke McCormack
Pour les articles homonymes, voir McCormack.
Luke McCormack est un boxeur britannique né le 8 juin 1995 à Sunderland.

## Biographie
Luke a un frère jumeau, Pat, qui est aussi boxeur.

## Carrière
Sa carrière amateur est principalement marquée par une médaille d'argent remportée aux championnats d'Europe de 2017 dans la catégorie poids super-légers.
Il est médaillé de bronze aux Jeux du Commonwealth de 2018 et aux Jeux européens de 2019.

## Palmarès

### Championnats d'Europe
- Médaille d'argent en -64 kg en 2017 à Kharkiv, Ukraine

### Jeux européens
- Médaille de bronze en -64 kg en 2019 à Minsk, Biélorussie

### Jeux du Commonwealth
- Médaille de bronze en -64 kg en 2018 à Gold Coast, Australie